# Macropinna microstoma
Macropinna microstoma, auch Glaskopffisch genannt, ist eine Tiefseefischart aus der Familie der Gespensterfische (Opisthoproctidae). Sie lebt im nördlichen Pazifik von der Beringstraße und Japan bis zur mexikanischen Baja California.

## Merkmale
Macropinna microstoma hat einen dunkelbraunen Körper, der eine Länge von elf Zentimetern erreichen kann. Die Augen sind röhrenförmig und können nach oben oder nach vorn gerichtet werden. Sie sind von einer transparenten Schutzhaube überdeckt, die die ganze Oberseite des konkav geformten Kopfes überzieht und wahrscheinlich dazu dient, die empfindlichen Augen vor den Nesselzellen von Quallen zu schützen, die eine bedeutende Nahrungsquelle für Macropinna microstoma sind. Die Schutzhaube besteht aus einer durchsichtigen Haut, die von den Subokularknochen, die die Augen seitlich schützen, bis zum Beginn der Schuppen des Rückens reicht. Unter der Haube ist ein flüssigkeitsgefüllter Raum, der die Augen zusätzlich schützt. Die Linsen der Augen sind grün. Wird Macropinna microstoma gefangen und an die Wasseroberfläche geholt, kollabiert die Schutzhaube oder geht verloren. Zwischen den Augen befindet sich ein dünner Knochenkamm, der nach hinten erweitert ist und auch das Gehirn umschließt. Zwei runde Gruben zwischen Augen und Maul dienen der olfaktorischen Wahrnehmung. Das Maul ist endständig und sehr klein. Am Beginn des Schwanzflossenstiels befindet sich eine kleine Fettflosse.
Flossenformel: Dorsale 11, Anale 14.

## Lebensweise
Macropinna microstoma lebt vor allem im Mesopelagial, in Tiefen von 16 bis 1015 Metern und ernährt sich von Zooplankton, wie Krustentieren und Teilen von Quallen. Er legt Eier, die Larven leben pelagisch.